# Ferran Laviña de la Villa
Ferran Laviña de la Villa (1977.) je bivši katalonski košarkaš. Igrao je na mjestu beka. Visine je 190 cm. Igrao je u Euroligi sezone 1998./99. za španjolsku TDK Manresu iz katalonskog grada Manrese.
Bio je španjolski B reprezentativac i katalonski reprezentativac.